# 格赖灵
格赖灵是德国巴伐利亚州的一个市镇。总面积7.65平方公里，总人口1385人，其中男性673人，女性712人（2011年12月31日），人口密度181人/平方公里。